# Санта-Марія-ла-Лонга
Санта-Марія-ла-Лонга, Санта-Марія-ла-Лонґа (італ. Santa Maria la Longa) — муніципалітет в Італії, у регіоні Фріулі-Венеція-Джулія,  провінція Удіне.
Санта-Марія-ла-Лонга розташована на відстані близько 460 км на північ від Рима, 55 км на північний захід від Трієста, 16 км на південь від Удіне.
Населення — 2382 особи (2014).
Щорічний фестиваль відбувається 15 серпня. Покровитель — Santa Maria.

## Демографія
Населення за роками:

Станом на 1 січня 2023 року в муніципалітеті офіційно проживало 165 іноземців з 31 країни, серед них 72 громадяни країн Євросоюзу та 14 громадян України.

## Сусідні муніципалітети
- Бічинікко
- Гонарс
- Пальманова
- Павія-ді-Удіне
- Тривіньяно-Удінезе